# ショウナンアチーヴ
ショウナンアチーヴ（Shonan Achieve）は、日本の競走馬である。主な勝ち鞍は2014年のニュージーランドトロフィー。

## 経歴
母のショウナンパントルは2014年に阪神ジュベナイルフィリーズに勝ってJRA賞最優秀2歳牝馬に選出された活躍馬で、本馬はその最初の産駒である。ショウナンアチーヴという馬名は、馬主国本哲秀が用いている冠名に、「達成」を意味する英語「Achieve」を組み合わせたものである。

### 2歳（2013年）
ショウナンアチーヴは9月7日に中山競馬場の新馬戦（芝1200m）でデビューした。1.6倍の人気を集めて本命となったが、先行した2頭を捕まえられずに3着に敗れた。
その後未勝利戦（芝1200m）で勝ちあがり、東京競馬場のからまつ賞（500万下、芝1400m）で2勝目をあげた。12月の朝日杯フューチュリティステークスでは16頭中6番人気となり、好位から直線で一旦抜け出して先頭に立ったが、アジアエクスプレスに一気に差し切られて1馬身1/4差の2着となった。この競走でショウナンアチーヴには110ポイントのレーティングが与えられ、この年の2歳馬としては3位の評価が与えられた。

### 3歳（2014年）
3歳緒戦は3月のファルコンステークスで、中心視されて2番人気となったものの、6着に敗れた。
続くNHKマイルカップトライアルのニュージーランドトロフィーでは、1番人気になった。ショウナンアチーヴはスタートでやや後手を踏んで後方から進んだが、コーナーで徐々に進出し、同馬主のショウナンワダチと並んで直線に入った。いったんはショウナンワダチが先頭に出たが、ショウナンアチーヴも並んで叩き合いになり、最後はハナ差でショウナンアチーヴが1着でゴールした。
この勝利はショウナンアチーヴ自身にとっての重賞初勝利だったばかりでなく、父馬のショウナンカンプにとっても種牡馬として初めての重賞勝ちとなった。2007年に産駒がデビューして以来、種牡馬ランキングでは低迷していたショウナンカンプだが、2着のショウナンワダチもショウナンカンプ産駒で、初重賞制覇が同一種牡馬の産駒による1、2フィニッシュとなった。さらに、ショウナンアチーヴ、ショウナンカンプ、サクラバクシンオー、サクラユタカオーと4代にわたって続く内国産馬での重賞勝ちとなった。2歳チャンピオンになったほどの母馬ショウナンパントルに、ランキング低位の種牡馬が配合されるというのは一般的ではないが、父馬、母馬とも同じ馬主ならではの配合だった。通常、競走結果確定後には優勝馬と関係者による写真撮影が行われるが、この日は優勝馬だけでなく2着のショウナンワダチとその関係者も合わせて、珍しい形での記念撮影が行われた。
一方、ショウナンアチーヴにはしばしばスタートで出遅れる癖があり、目標とするG1競走、NHKマイルカップを迎える前に、スタートの練習が行われた。NHKマイルカップでは、これまで騎乗してきた後藤騎手が直前の落馬事故で負傷したため、デビュー時の戸崎騎手が騎乗して出走した。人気を集めたのはミッキーアイルで1.9倍の断然の本命となった。ショウナンアチーヴは最終的に3番人気だったが、2番人気から4番人気までは8倍台と差がなかった。スタートすると大本命のミッキーアイルが逃げて、結局そのまま僅差で逃げ切った。2着から6着までは接戦となり、2着がクビ差で、そこからハナ差、クビ差、ハナ差、クビ差で6着がショウナンアチーヴだった。
夏に入り、古馬との初対決となった関屋記念は6着、続く京成杯オータムハンデキャップは11着に終わり、この年を終える。

### 4歳（2015年）〜7歳（2018年）
古馬になってからは精彩を欠き、2018年4月8日の春雷ステークス9着を最後に現役を引退。引退後はJRA馬事公苑で乗馬となる。2018年11月、福島競馬場で誘導馬デビューした。その後、2020年夏頃に福島競馬場の誘導馬紹介から消えている。

## 競走成績
以下の内容は、netkeiba.comおよびJBISサーチに基づく。
| 競走日     | 競馬場 | 競走名            | 格      | 距離（馬場）  | 頭 数 | 枠 番 | 馬 番 | オッズ （人気） | 着順 | タイム （上り3F） | 着差 | 騎手            | 斤量 [kg] | 1着馬（2着馬）       | 馬体重 [kg] |
| ---------- | ------ | ----------------- | ------- | ------------- | ----- | ----- | ----- | --------------- | ---- | ----------------- | ---- | --------------- | --------- | -------------------- | ----------- |
| 2013.09.07 | 中山   | 2歳新馬           |         | 芝1200m（良） | 14    | 5     | 8     | 001.60（1人）   | 03着 | R1:10.5（34.3）   | -0.9 | 0戸崎圭太       | 54        | フリュクティドール   | 478         |
| 0000.09.28 | 中山   | 2歳未勝利         |         | 芝1200m（良） | 16    | 1     | 2     | 002.60（1人）   | 01着 | R1:09.2（34.9）   | -0.2 | 0戸崎圭太       | 54        | （アルマエルナト）   | 474         |
| 0000.10.27 | 東京   | くるみ賞          | 500万下 | 芝1400m（良） | 14    | 6     | 9     | 004.50（2人）   | 03着 | R1:22.6（34.4）   | -0.2 | 0戸崎圭太       | 55        | マイネルディアベル   | 478         |
| 0000.11.17 | 東京   | からまつ賞        | 500万下 | 芝1400m（良） | 11    | 1     | 1     | 005.50（3人）   | 01着 | R1:22.0（34.2）   | -0.3 | 0後藤浩輝       | 55        | （コウエイタケル）   | 476         |
| 0000.12.15 | 中山   | 朝日杯FS          | GI      | 芝1600m（良） | 16    | 6     | 11    | 015.20（6人）   | 02着 | R1:34.9（35.7）   | -0.2 | 0後藤浩輝       | 55        | アジアエクスプレス   | 478         |
| 2014.03.22 | 中京   | ファルコンS       | GIII    | 芝1400m（良） | 18    | 7     | 14    | 004.10（2人）   | 06着 | R1:21.6（35.4）   | -0.4 | 0後藤浩輝       | 57        | タガノグランパ       | 480         |
| 0000.04.12 | 中山   | NZT               | GII     | 芝1600m（良） | 15    | 7     | 12    | 003.10（1人）   | 01着 | R1:33.3（34.5）   | -0.0 | 0後藤浩輝       | 56        | （ショウナンワダチ） | 470         |
| 0000.05.11 | 東京   | NHKマイルC        | GI      | 芝1600m（良） | 18    | 3     | 5     | 008.70（3人）   | 06着 | R1:33.3（34.3）   | -0.1 | 0戸崎圭太       | 57        | ミッキーアイル       | 474         |
| 0000.08.17 | 新潟   | 関屋記念          | GIII    | 芝1600m（稍） | 16    | 5     | 10    | 025.6（12人）   | 06着 | R1:33.1（34.3）   | -0.6 | 0柴田善臣       | 53        | クラレント           | 488         |
| 0000.09.14 | 新潟   | 京成杯AH          | GIII    | 芝1600m（良） | 15    | 6     | 11    | 010.20（7人）   | 11着 | R1:34.0（33.4）   | -0.7 | 0柴田善臣       | 55        | クラレント           | 488         |
| 2015.03.07 | 中山   | オーシャンS       | GIII    | 芝1200m（稍） | 16    | 4     | 7     | 010.80（6人）   | 13着 | R1:09.6（34.9）   | -0.9 | 0蛯名正義       | 57        | サクラゴスペル       | 486         |
| 0000.03.29 | 中京   | 高松宮記念        | GI      | 芝1200m（稍） | 18    | 6     | 11    | 108.6（14人）   | 10着 | R1:09.6（34.3）   | -1.1 | 0吉田隼人       | 57        | エアロヴェロシティ   | 482         |
| 0000.05.16 | 東京   | 京王杯SC          | GII     | 芝1400m（良） | 18    | 8     | 18    | 125.6（16人）   | 08着 | R1:21.8（33.8）   | -0.2 | 0柴田善臣       | 56        | サクラゴスペル       | 486         |
| 0000.06.28 | 東京   | パラダイスS       | OP      | 芝1400m（良） | 16    | 6     | 12    | 014.80（7人）   | 07着 | R1:20.9（33.9）   | -0.4 | 0柴田善臣       | 56        | スマートオリオン     | 486         |
| 0000.07.19 | 福島   | バーデンバーデンC | OP      | 芝1200m（良） | 14    | 8     | 14    | 004.60（2人）   | 04着 | R1:08.2（33.6）   | -0.3 | 0蛯名正義       | 56        | バーバラ             | 488         |
| 0000.09.13 | 中山   | 京成杯AH          | GIII    | 芝1600m（良） | 16    | 8     | 16    | 067.4（14人）   | 05着 | R1:33.3（33.9）   | -0.0 | 0柴田善臣       | 56        | フラアンジェリコ     | 474         |
| 2016.04.10 | 中山   | 春雷S             | OP      | 芝1200m（良） | 16    | 7     | 14    | 021.2（10人）   | 14着 | R1:08.4（33.4）   | -0.8 | 0北村宏司       | 56        | エイシンスパルタン   | 484         |
| 0000.05.01 | 新潟   | 谷川岳S           | OP      | 芝1600m（稍） | 15    | 8     | 14    | 015.90（6人）   | 07着 | R1:34.0（33.8）   | -0.5 | 0津村明秀       | 56        | ピークトラム         | 486         |
| 0000.05.29 | 京都   | 安土城S           | OP      | 芝1400m（良） | 18    | 7     | 14    | 040.6（12人）   | 09着 | R1:21.8（33.7）   | -0.6 | 0M.デュプレシス | 56        | ミッキーラブソング   | 484         |
| 0000.06.26 | 東京   | パラダイスS       | OP      | 芝1400m（良） | 13    | 6     | 8     | 009.80（3人）   | 09着 | R1:21.9（34.5）   | -0.9 | 0吉田豊         | 56        | マイネルアウラート   | 486         |
| 0000.07.17 | 福島   | バーデンバーデンC | OP      | 芝1200m（良） | 13    | 6     | 9     | 019.00（8人）   | 08着 | R1:08.7（33.8）   | -0.4 | 0石川裕紀人     | 56        | オウノミチ           | 490         |
| 0000.10.16 | 新潟   | 信越S             | OP      | 芝1400m（良） | 17    | 5     | 9     | 050.5（13人）   | 07着 | R1:21.1（34.2）   | -0.7 | 0丸田恭介       | 56        | トウショウドラフタ   | 480         |
| 0000.11.13 | 東京   | オーロC           | OP      | 芝1400m（良） | 18    | 3     | 5     | 118.3（17人）   | 14着 | R1:22.3（34.5）   | -0.7 | 0野中悠太郎     | 55        | ナックビーナス       | 480         |
| 2017.03.12 | 中山   | 東風S             | OP      | 芝1600m（良） | 10    | 7     | 8     | 106.0（10人）   | 08着 | R1:37.1（34.2）   | -0.4 | 0蛯名正義       | 56        | グレーターロンドン   | 488         |
| 0000.04.16 | 中山   | 春雷S             | OP      | 芝1200m（良） | 15    | 7     | 12    | 100.7（14人）   | 06着 | R1:07.9（32.8）   | -0.4 | 0石川裕紀人     | 55        | フィドゥーシア       | 488         |
| 0000.05.07 | 京都   | 鞍馬S             | OP      | 芝1200m（良） | 18    | 4     | 7     | 028.9（10人）   | 07着 | R1:07.8（33.3）   | -0.5 | 0荻野極         | 56        | キングハート         | 500         |
| 0000.06.25 | 東京   | パラダイスS       | OP      | 芝1400m（稍） | 9     | 3     | 3     | 026.70（7人）   | 07着 | R1:22.1（34.5）   | -1.2 | 0内田博幸       | 56        | ウインガニオン       | 494         |
| 0000.07.16 | 福島   | バーデンバーデンC | OP      | 芝1200m（良） | 9     | 3     | 3     | 025.20（9人）   | 08着 | R1:10.1（35.5）   | -1.1 | 0北村宏司       | 54        | フミノムーン         | 496         |
| 0000.08.20 | 新潟   | NST賞             | OP      | ダ1200m（良） | 15    | 7     | 13    | 047.2（11人）   | 15着 | R1:13.7（39.0）   | -3.3 | 0三浦皇成       | 54        | ドラゴンゲート       | 496         |
| 0000.10.15 | 新潟   | 信越S             | OP      | 芝1400m（良） | 14    | 4     | 5     | 212.9（14人）   | 13着 | R1:21.7（34.9）   | -1.2 | 0木幡初也       | 54        | アポロノシンザン     | 496         |
| 0000.12.03 | 中山   | ラピスラズリS     | OP      | 芝1200m（良） | 12    | 5     | 6     | 109.7（12人）   | 07着 | R1:08.4（33.7）   | -0.5 | 0三浦皇成       | 56        | アルティマブラッド   | 496         |
| 2018.04.08 | 中山   | 春雷S             | OP      | 芝1200m（良） | 16    | 4     | 7     | 158.7（16人）   | 09着 | R1:08.0（33.4）   | -0.6 | 0江田照男       | 54        | ペイシャフェリシタ   | 492         |

## 血統表
| ショウナンアチーヴの血統（*印は海外産の日本輸入馬） | ショウナンアチーヴの血統（*印は海外産の日本輸入馬）   | ショウナンアチーヴの血統（*印は海外産の日本輸入馬） | （血統表の出典）               | （血統表の出典）  |
| 父系                                                | テスコボーイ系                                        | テスコボーイ系                                      | テスコボーイ系                 | [ § 2 ]           |
| 父 ショウナンカンプ 1998 鹿毛                       | 父の父サクラバクシンオー 1989 鹿毛                    | サクラユタカオー                                    | *テスコボーイ                  | *テスコボーイ     |
| 父 ショウナンカンプ 1998 鹿毛                       | 父の父サクラバクシンオー 1989 鹿毛                    | サクラユタカオー                                    | *アンジェリカ                  |                   |
| 父 ショウナンカンプ 1998 鹿毛                       | 父の父サクラバクシンオー 1989 鹿毛                    | サクラハゴロモ                                      | *ノーザンテースト              | *ノーザンテースト |
| 父 ショウナンカンプ 1998 鹿毛                       | 父の父サクラバクシンオー 1989 鹿毛                    | サクラハゴロモ                                      | *クリアアンバー                |                   |
| 父 ショウナンカンプ 1998 鹿毛                       | 父の母ショウナングレイス 1989 鹿毛                    | *ラッキーソブリン                                   | Nijinsky                       | Nijinsky          |
| 父 ショウナンカンプ 1998 鹿毛                       | 父の母ショウナングレイス 1989 鹿毛                    | *ラッキーソブリン                                   | Sovereign                      |                   |
| 父 ショウナンカンプ 1998 鹿毛                       | 父の母ショウナングレイス 1989 鹿毛                    | ヤセイコーソ                                        | タケシバオー                   | タケシバオー      |
| 父 ショウナンカンプ 1998 鹿毛                       | 父の母ショウナングレイス 1989 鹿毛                    | ヤセイコーソ                                        | メジロチドリ                   |                   |
| 母 ショウナンパントル 2002 鹿毛                     | 母の父* サンデーサイレンス Sunday Silence 1986 青鹿毛 | Halo                                                | Hail to Reason                 | Hail to Reason    |
| 母 ショウナンパントル 2002 鹿毛                     | 母の父* サンデーサイレンス Sunday Silence 1986 青鹿毛 | Halo                                                | Cosmah                         |                   |
| 母 ショウナンパントル 2002 鹿毛                     | 母の父* サンデーサイレンス Sunday Silence 1986 青鹿毛 | Wishing Well                                        | Understanding                  | Understanding     |
| 母 ショウナンパントル 2002 鹿毛                     | 母の父* サンデーサイレンス Sunday Silence 1986 青鹿毛 | Wishing Well                                        | Mountain Flower                |                   |
| 母 ショウナンパントル 2002 鹿毛                     | 母の母*バブルウイングス Bubble Wings 1992 鹿毛        | In the Wings                                        | Sadler's Wells                 | Sadler's Wells    |
| 母 ショウナンパントル 2002 鹿毛                     | 母の母*バブルウイングス Bubble Wings 1992 鹿毛        | In the Wings                                        | High Hawk                      |                   |
| 母 ショウナンパントル 2002 鹿毛                     | 母の母*バブルウイングス Bubble Wings 1992 鹿毛        | *バブルプロスペクター                               | Miswaki                        | Miswaki           |
| 母 ショウナンパントル 2002 鹿毛                     | 母の母*バブルウイングス Bubble Wings 1992 鹿毛        | *バブルプロスペクター                               | *バブルカンパニー              |                   |
| 母系(F-No.)                                         | バブルウイングス(FR)系(FN:1-b)                        | バブルウイングス(FR)系(FN:1-b)                      | バブルウイングス(FR)系(FN:1-b) | [ § 3 ]           |
| 5代内の近親交配                                     | Northern Dancer 9.38% 5x5x5                           | Northern Dancer 9.38% 5x5x5                         | Northern Dancer 9.38% 5x5x5    | [ § 4 ]           |
| 出典                                                | 1. 2. 3. 4.                                           | 1. 2. 3. 4.                                         | 1. 2. 3. 4.                    | 1. 2. 3. 4.       |

- 母のショウナンパントルは阪神ジュベナイルフィリーズの勝ち馬。
- 近親に菊花賞馬ザッツザプレンティ、サンスポ4歳牝馬特別を勝ったマニックサンデーがいる。